# La Montagnarde
La Montagnarde is een historisch merk van motorfietsen.
Werner Motors Ltd., London (1903-1906).
Engels motormerk dat V-twins van 3 en 3½ pk maakte. Onder de merknaam La Simplex bouwden de gebroeders Werner ook een 2½ pk eencilinder.